# Moinhos de Vento do Porto Santo
Os Moinhos de Vento do Porto Santo são construções emblemáticas, que caracterizam a paisagem e a história da ilha do Porto Santo, na Madeira, Portugal.
Na ilha, estão presentes duas tipologias de moinhos de vento, nomeadamente os giratórios de madeira, que sempre foram os predominantes, e os fixos de pedra, que por serem mais caros eram menos acessíveis.

## História
As condições topográficas e meteorológicas da ilha, nomeadamente o seu relevo relativamente baixo e a sua exposição ao vento na maior parte do ano e vindo de vários quadrantes, propiciaram o aparecimento dos moinhos de vento para servir na moagem de cereais, necessária ao fabrico do pão.
Segundo alguns historiadores, o primeiro moinho de vento no Porto Santo foi construído em 1794. Anos mais tarde, já eram vários os moinhos existentes na ilha. Chegaram a ser contabilizados cerca de três dezenas de moinhos de vento.
Os moinhos de vento foram utilizados tanto para usufruto da população porto-santense como para exportação de farinha, quando a produção assim o permitia.
Atualmente, a maioria dos moinhos estão deixados ao abandono, embora sejam reconhecidos como um elemento do património e da cultura do Porto Santo.

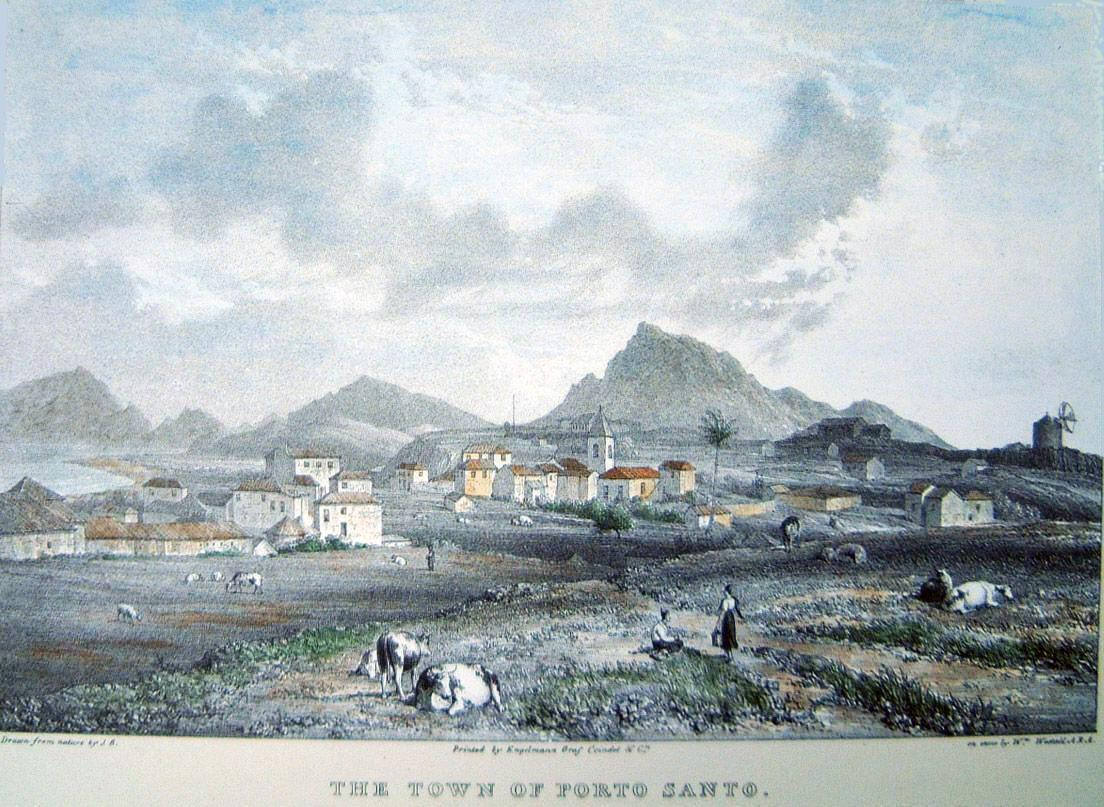
Postal do Porto Santo de 1825. À direita, pode-se ver um dos moinhos de vento.